# Saint-Hilaire-le-Petit
Saint-Hilaire-le-Petit és un municipi francès, situat al departament del Marne i a la regió del Gran Est. L'any 2007 tenia 284 habitants.

## Demografia

### Població
El 2007 la població de fet de Saint-Hilaire-le-Petit era de 284 persones. Hi havia 116 famílies, de les quals 24 eren unipersonals (12 homes vivint sols i 12 dones vivint soles), 44 parelles sense fills, 44 parelles amb fills i 4 famílies monoparentals amb fills.
La població ha evolucionat segons el següent gràfic:
Habitants censats

### Habitatges
El 2007 hi havia 124 habitatges, 115 eren l'habitatge principal de la família, 5 eren segones residències i 4 estaven desocupats. 122 eren cases i 2 eren apartaments. Dels 115 habitatges principals, 88 estaven ocupats pels seus propietaris, 23 estaven llogats i ocupats pels llogaters i 4 estaven cedits a títol gratuït; 3 tenien dues cambres, 16 en tenien tres, 28 en tenien quatre i 68 en tenien cinc o més. 102 habitatges disposaven pel capbaix d'una plaça de pàrquing. A 48 habitatges hi havia un automòbil i a 55 n'hi havia dos o més.

### Piràmide de població
La piràmide de població per edats i sexe el 2009 era:
| Homes | Edats   | Dones |
| ----- | ------- | ----- |
| 0     | 95 o +  | 0     |
| 0     | 90 a 94 | 0     |
| 0     | 85 a 89 | 0     |
| 4     | 80 a 84 | 0     |
| 12    | 75 a 79 | 16    |
| 4     | 70 a 74 | 16    |
| 8     | 65 a 69 | 0     |
| 4     | 60 a 64 | 4     |
| 0     | 55 a 59 | 4     |
| 4     | 50 a 54 | 0     |
| 8     | 45 a 49 | 4     |
| 12    | 40 a 44 | 12    |
| 4     | 35 a 39 | 12    |
| 20    | 30 a 34 | 12    |
| 8     | 25 a 29 | 16    |
| 0     | 20 a 24 | 4     |
| 20    | 15 a 19 | 4     |
| 8     | 10 a 14 | 4     |
| 12    | 5 a 9   | 4     |
| 24    | 0 a 4   | 8     |

## Economia
El 2007 la població en edat de treballar era de 172 persones, 137 eren actives i 35 eren inactives. De les 137 persones actives 129 estaven ocupades (71 homes i 58 dones) i 8 estaven aturades (2 homes i 6 dones). De les 35 persones inactives 8 estaven jubilades, 15 estaven estudiant i 12 estaven classificades com a «altres inactius».

### Ingressos
El 2009 a Saint-Hilaire-le-Petit hi havia 116 unitats fiscals que integraven 312 persones, la mediana anual d'ingressos fiscals per persona era de 20.389 €.

### Activitats econòmiques
Dels 11 establiments que hi havia el 2007, 6 eren d'empreses de comerç i reparació d'automòbils, 1 d'una empresa d'hostatgeria i restauració, 1 d'una empresa immobiliària, 1 d'una empresa de serveis i 2 d'empreses classificades com a «altres activitats de serveis».
L'únic servei als particulars que hi havia el 2009 era un restaurant.
L'any 2000 a Saint-Hilaire-le-Petit hi havia 14 explotacions agrícoles.

## Equipaments sanitaris i escolars
El 2009 hi havia una escola elemental integrada dins d'un grup escolar amb les comunes properes formant una escola dispersa.

## Poblacions més properes
El següent diagrama mostra les poblacions més properes.